# Arquidiócesis de Cumaná
La Arquidiócesis de Cumaná (en latín: Archidioecesis Cumanensis) es una circunscripción eclesiástica de la Iglesia católica en Venezuela. Se trata de una arquidiócesis latina, sede metropolitana de la provincia eclesiástica de Cumaná. El Santo Padre Francisco el 6 de marzo de 2025 nombró Arzobispo Metropolitano de Cumaná a monseñor Angel Francisco Caraballo Fermín. Tomo posesión de la arquidiócesis el día 3 de mayo de 2025.

## Territorio y organización

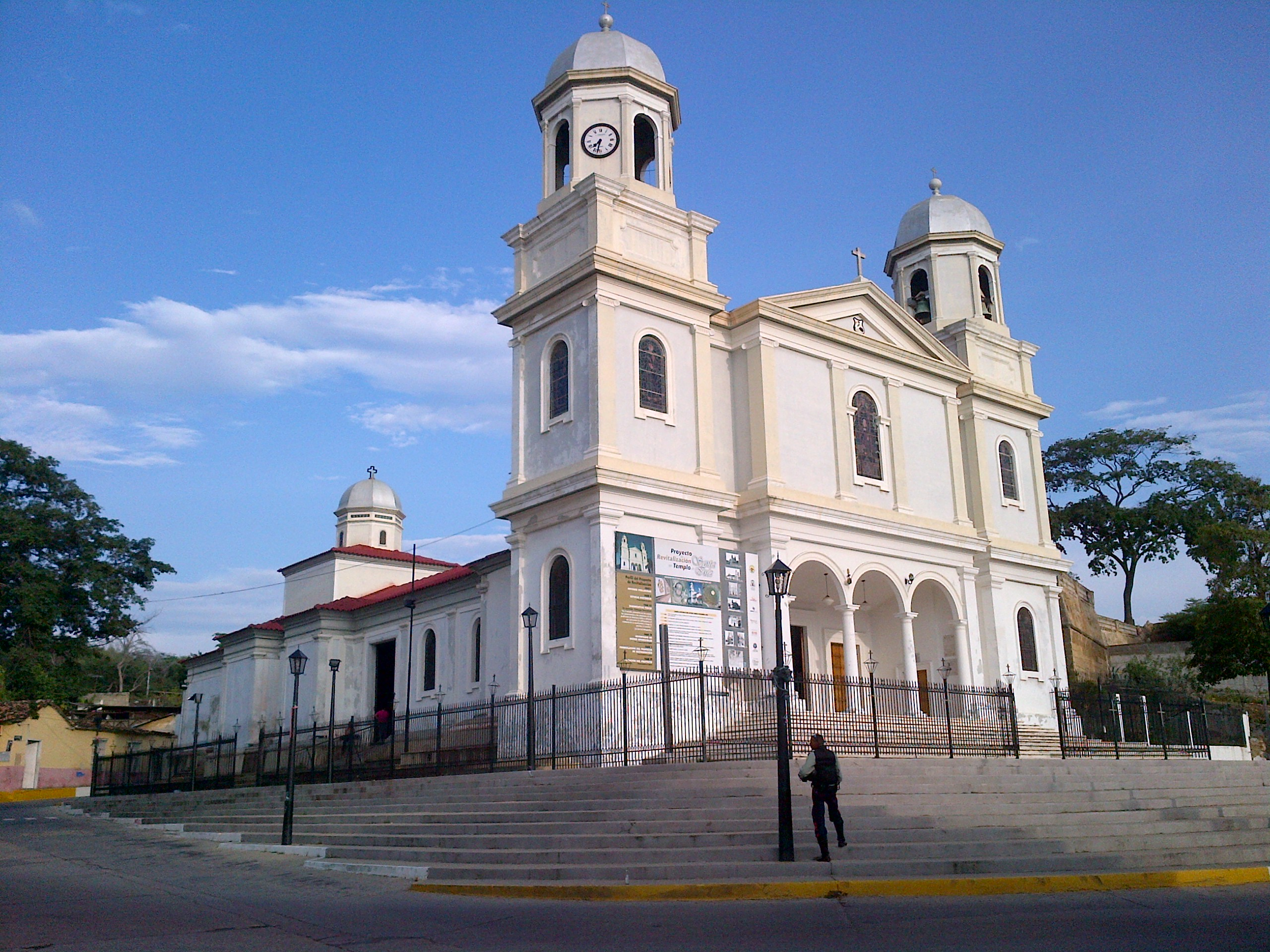
Basílica de Santa Inés, en Cumaná

La arquidiócesis tiene 5972 km² y extiende su jurisdicción sobre los fieles católicos de rito latino residentes en 7 municipios del estado Sucre: Sucre, Montes, Cruz Salmerón Acosta, Bolívar, Mejía, Ribero y Municipio Andrés Eloy Blanco.
La sede de la arquidiócesis se encuentra en la ciudad de Cumaná, en donde se halla la Catedral del Sagrado Corazón de Jesús y la Basílica de Santa Inés.
La arquidiócesis tiene como sufragáneas a las diócesis de: Barcelona, Carúpano, El Tigre y Margarita.
En 2024 en la arquidiócesis existían 29 parroquias agrupadas en 5 arciprestazgos: Santa Inés, Nuestra Señora de Altagracia, Nuestra Señora de Coromoto, San Baltazar y San Felipe.

## Historia

### Antecedentes
La presencia de la Iglesia católica en esta región data de 1513, a través de los misioneros franciscanos observantes en Cumaná y los dominicos en Santa Fe. Según se asienta en el Archivo General de las Indias, entre los años 1513 y 1514, fray Francisco Fernández de Córdova, ofició por primera vez la misa en Tierra Firme; hecho admitido y certificado por la Iglesia.
Para 1519 ya los misioneros franciscanos habían levantado en la aldea dos iglesias y sus casas; donde 7 frailes atendían a 40 indígenas. El papa León X, según datos del Archivo Apostólico Vaticano, erigió en ese mismo año la diócesis de Paria, con sede en Cumaná; nombrando como obispo a Pier Barbié (Pedro Barbirio). Sin embargo, los ataques indígenas impidieron que se consolidara la diócesis.
A partir de 1662 la región fue agregada a la diócesis de Puerto Rico hasta la erección de la diócesis de Santo Tomás de Guayana el 20 de mayo de 1790, que fue originalmente sufragánea de la arquidiócesis de Santo Domingo.

### Diócesis de Cumaná
La diócesis de Cumaná fue erigida el 12 de octubre de 1922 mediante la bula Ad munus del papa Pío XI, obteniendo el territorio de la diócesis de Santo Tomás de Guayana (hoy arquidiócesis de Ciudad Bolívar).

Pío Obispo, Siervo de los Siervos de Dios, para perpetua memoria; Sabemos que pertenece al cargo que nos ha confiado el Unigénito Hijo de Dios, erigir y dividir la Diócesis por el mundo, según juzguemos que lo piden las utilidades del rebaño del Señor, o creamos ser necesario, atendiendo los tiempos y circunstancias, para conseguir el bien de los fieles cristianos... Separamos, pues, de la Diócesis de Guayana y erigimos a perpetuidad una nueva Diócesis, que se denominará Cumaná por el nombre de la ciudad provincial, las parroquias que se contienen dentro de los estados civiles de Sucre y Nueva Esparta... Constituimos igualmente, la Sede y Cátedra Episcopal en la misma ciudad de Cumaná, a la cual elevamos por tanto a la dignidad de Ciudad Episcopal y designamos temporalmente como Catedral la iglesia de Santa Inés hasta que se transfiera a otra iglesia cuya construcción está comenzada...
Dado en Roma, en San Pedro, el 12 de octubre de 1922, primero de nuestro Pontificado.
Pío XI

Fue su primer obispo Sixto Ramón Sosa Díaz. En 1926 se terminó de construir la catedral de la ciudad dedicada al Sagrado Corazón de Jesús. El terremoto de 1929 destruyó parcialmente su edificación, que fue restaurada en 1936.
Originalmente sufragánea de la arquidiócesis de Caracas, el 21 de junio de 1958 pasó a formar parte de la provincia eclesiástica de la arquidiócesis de Ciudad Bolívar.
El 18 de julio de 1969 cedió una porción de su territorio para la erección de la diócesis de Margarita mediante la bula Verba Christi del papa Pablo VI.

### Elevación a arquidiócesis
El 16 de mayo de 1992 fue elevada al rango de arquidiócesis metropolitana mediante la bula Necessitate aducti del papa Juan Pablo II. Fue su primer arzobispo, el hasta entonces obispo de la diócesis, Alfredo José Rodríguez Figueroa.
El 4 de abril del 2000 cedió una porción del territorio del estado Sucre para la erección de la diócesis de Carúpano mediante la bula Plerique sacrorum del papa Juan Pablo II.
Ese mismo año, el 26 de diciembre, en el marco del Año Jubilar 2000, Nuestra Señora de Altagracia de los Guaiqueríes fue proclamada patrona de la arquidiócesis de Cumaná.

## Estadísticas
Según el Anuario Pontificio 2024 la arquidiócesis tenía a fines de 2023 un total de 616 271 fieles bautizados.
| Año                                                                             | Población | Población | Población      | Sacerdotes | Sacerdotes | Sacerdotes | Católicos por sacerdote | Diáconos permanentes | Religiosos | Religiosos | Parroquias y cuasiparroquias |
| Año                                                                             | Católicos | Total     | % de católicos | Total      | Diocesanos | Regulares  | Católicos por sacerdote | Diáconos permanentes | Masculinos | Femeninos  | Parroquias y cuasiparroquias |
| ------------------------------------------------------------------------------- | --------- | --------- | -------------- | ---------- | ---------- | ---------- | ----------------------- | -------------------- | ---------- | ---------- | ---------------------------- |
| 1949                                                                            | ?         | 380 000   | ?              | 29         | 15         | 14         | ?                       |                      | 12         | 35         | 21                           |
| 1966                                                                            | 525 000   | 535 900   | 98.0           | 53         | 38         | 15         | 9905                    |                      | 16         | 91         | 35                           |
| 1970                                                                            | 475 447   | 484 447   | 98.1           | 48         | 27         | 21         | 9905                    |                      | 22         | 60         | 31                           |
| 1976                                                                            | 500 782   | 510 607   | 98.1           | 46         | 26         | 20         | 10 886                  |                      | 21         | 70         | 35                           |
| 1980                                                                            | 569 600   | 583 000   | 97.7           | 51         | 35         | 16         | 11 168                  |                      | 17         | 69         | 39                           |
| 1990                                                                            | 646 000   | 694 000   | 93.1           | 46         | 34         | 12         | 14 043                  |                      | 13         | 70         | 55                           |
| 1999                                                                            | 781 276   | 822 396   | 95.0           | 55         | 37         | 18         | 14 205                  |                      | 19         | 77         | 43                           |
| 2000                                                                            | 306 500   | 319 208   | 96.0           | 36         | 28         | 8          | 8513                    |                      | 9          | 59         | 23                           |
| 2001                                                                            | 480 000   | 505 864   | 94.9           | 35         | 24         | 11         | 13 714                  |                      | 12         | 41         | 24                           |
| 2003                                                                            | 540 000   | 600 012   | 90.0           | 35         | 25         | 10         | 15 428                  |                      | 12         | 45         | 24                           |
| 2004                                                                            | 612 055   | 680 075   | 90.0           | 33         | 23         | 10         | 18 547                  |                      | 11         | 45         | 23                           |
| 2006                                                                            | 489 000   | 515 000   | 95.0           | 28         | 19         | 9          | 17 464                  |                      | 10         | 47         | 24                           |
| 2013                                                                            | 589 000   | 728 000   | 80.9           | 34         | 28         | 6          | 17 323                  |                      | 6          | 42         | 24                           |
| 2016                                                                            | 613 292   | 780 554   | 78.6           | 27         | 26         | 1          | 22 714                  |                      | 1          | 14         | 23                           |
| 2019                                                                            | 603 389   | 685 561   | 88.0           | 24         | 23         | 1          | 25 141                  |                      | 1          | 27         | 24                           |
| 2021                                                                            | 607 364   | 716 708   | 84.7           | 30         | 29         | 1          | 20 245                  |                      | 1          | 10         | 24                           |
| 2023                                                                            | 616 271   | 726 893   | 84.8           | 30         | 29         | 1          | 20 542                  |                      | 1          | 15         | 28                           |
| Fuente: Catholic-Hierarchy, que a su vez toma los datos del Anuario Pontificio. |           |           |                |            |            |            |                         |                      |            |            |                              |

## Episcopologio

### Obispos
- Sixto Sosa Díaz † (16 de junio de 1923-29 de mayo de 1943 falleció)
  - Sede vacante (1943-1949)
- Crisanto Darío Mata Cova † (21 de octubre de 1949-30 de abril de 1966 nombrado arzobispo de Ciudad Bolívar.
- Mariano José Parra León † (30 de noviembre de 1966-12 de marzo de 1987 retirado)
- Alfredo José Rodríguez Figueroa † (12 de marzo de 1987-16 de mayo de 1992 nombrado arzobispo)

### Arzobispos
- Alfredo José Rodríguez Figueroa † (16 de mayo de 1992-17 de septiembre de 2001 falleció)
- Cardenal Diego Rafael Padrón Sánchez (27 de marzo de 2002-24 de mayo de 2018 retirado)
- Jesús González de Zárate Salas (24 de mayo de 2018-28 de junio de 2024 trasladado.
- Angel Francisco Caravallo Fermin, desde el 6 de marzo de 2025.